# Levantamiento de la margen derecha (1664-1665)
El Levantamiento de la Orilla Derecha de 1664-1665 fue un levantamiento armado de los cosacos, campesinos y habitantes de la orilla derecha de Ucrania contra las autoridades de la República de las Dos Naciones durante la Guerra ruso-polaca (1654-1667) y la guerra civil en el Hetmanato Cosaco, conocida como "Ruina".

## Causas del levantamiento
Fue un levantamiento contra el intento del gobierno del Rey Juan II Casimiro de restablecer, en la Orilla Derecha del Río Dniéper, las relaciones socioeconómicas que habían tenido lugar antes del inicio de la Rebelión de Jmelnitski.
La causa inmediata fueron las acciones de la administración polaca (con la connivencia del Hetman Pavel Teteri) encaminadas a la restitución (restauración) de los derechos de la nobleza polaca sobre las propiedades de tierras en la margen derecha. El levantamiento estalló en el contexto de la infructuosa campaña del ejército de la corona polaca en la margen izquierda en el invierno de 1663-1664 y el debilitamiento militar de la República de las Dos Naciones.
Los cosacos del Sich de Zaporiyia y de la margen izquierda desempeñaron un papel activo en el desarrollo del levantamiento. En su elaboración participaron: Iván Vihovski, Yuri Jmelnitski, Iván Sirkó, Fyodor Korobka, Grigory Gulyanitsky, Ostap Gogol y Joseph Nelyubovich-Tukalsky. Las acciones de los rebeldes, sin embargo, no estuvieron suficientemente coordinadas ni subordinadas a un mando único.

## Progreso del levantamiento
En enero de 1664, estalló una rebelión, en la ciudad de Stavishche (Óblast de Kiev), contra las autoridades polacas y Pavel Teteri, el Hetman de la margen derecha.
En la primera quincena de febrero de 1664, Iván Sirkó, el atamán koshe de Sich de Zaporiyia, emprendió una campaña contra el Voivodato de Brátslav, donde los cosacos contaron con el apoyo del centurión comerciante D. Sulima y el coronel S. Vysochan.
En poco tiempo, el levantamiento cubrió grandes zonas de las regiones de Bratslav y Kiev. El número de participantes aumentó a aproximadamente 20 mil personas y se acercaron a la Fortaleza Belotserkovsky, en Bila Tserkva, la más poderosa fortaleza en la orilla derecha.
Sólo con el apoyo de las hordas tártaras, el Hetman Pavel Tetere y el coronel Sebastian Machowski, el comandante de las tropas de la corona polaca en Ucrania, lograron hacer retroceder a los rebeldes a Lysyanka (Raión de Zvenyhorodka) y Torgovitsa (ahora una aldea en el distrito de Novoarkhangelsk en el Óblast de Kirovogrado).
El ex hetman Iván Vihovski y alrededor de 1,5 mil rebeldes capturados fueron ejecutados por apoyar la rebelión. Pero las represiones de las autoridades no sólo no eliminaron el levantamiento, sino que provocaron una nueva ronda de lucha.
A finales de marzo - principios de abril de 1664, Mlíev (ahora un pueblo del Distrito de Horodyshche, Óblast de Cherkasy), Horodyshche, Kamenka, Smila, Jabotín (ahora un pueblo del distrito de Kamensky, Óblast de Cherkasy) y otras ciudades de la región del sur de Kiev pasaron a manos de los rebeldes.
En los distritos de Letichevsky y Kamensky, el movimiento oprishki adquirió proporciones significativas.
A mediados de abril de 1664, Iván Sirkó intentó tomar posesión de Chiguirín, ciudad en la que se encontraba la residencia del Hetman en la orilla derecha.

## Represión del levantamiento
Después de que las tropas cosacas dirigidas por Ivan Martynovich Bryukhovetsky desde la orilla izquierda cruzaran el Río Dniéper para apoyar la rebelión, llegaron contingentes de tropas polacas comandadas por Esteban Czarniecki y hordas tártaras para sofocar a los rebeldes.
Ya a principios del verano de 1664, Czarniecki logró expulsar a los cosacos de la orilla izquierda de la orilla derecha, así como fortalecer los puestos de avanzada polacos en Pavóloch (ahora la aldea del distrito Popelnyansky del Óblast de Zhitómir), en Bila Tserkva, en Korsun (ahora la ciudad de Korsun-Shevchenkovsky en el Óblast de Cherkasy), Chiguirín, Stavischi (ahora pueblo Stavische). La represión del levantamiento estuvo acompañada de represiones masivas y la deportación de la población local a la esclavitud en Crimea.
Aunque Pavel Teteri consiguió derrotar la rebelión, su desgaste político fue muy elevado, circunstancia que le obligó a abdicar poco después, dando lugar al ascenso de Petro Doroshenko como nuevo Hetman de la Margen Derecha.